# Echinothrips subflavus
Echinothrips subflavus är en insektsart som beskrevs av Ian A. Hood 1927. Echinothrips subflavus ingår i släktet Echinothrips och familjen smaltripsar. Inga underarter finns listade i Catalogue of Life.